# Glynnis O’Connor
Glynnis O’Connor (ur. 19 listopada 1956 w Nowym Jorku) – amerykańska aktorka.